# God Nisanov
God Semenovitch Nisanov (en Azerbaïdjanais: Qod Semyonoviç Nisanov, né le 24 avril 1972) est un promoteur immobilier milliardaire russe d'origine juive et président de la place Kievskaya.

## Biographie
God Nisanov est né le 24 avril 1972 dans la colonie juive de Krasnaya Sloboda en Azerbaïdjan. Son père est Semon Davidovitch Nisanov, directeur d'une usine de conserves, et sa mère est Margarita Mordekhayevna Nisanova (née Abramova).
Il est d'abord diplômé de Collège des finances et du crédit
puis de l'Institut de droit de Bakou.
Il a fait ses premières expériences administratives en tant que directeur de l'usine de son père. Plus tard, il s'est engagé dans le transport et la vente de produits pétroliers et a finalement commencé le commerce de gros en 1992 avec son ami et compatriote Zarakh Iliev.
En 2014, le président Poutine a décerné à Nisanov l'Ordre de l'amitié "pour sa grande contribution à la mise en œuvre de projets économiques et à la collecte de fonds d'investissement pour l'économie de la fédération de Russie". Un an après le décret initial de Poutine, il fut décoré d'une médaille commémorative « 70e anniversaire de la victoire dans la Grande Guerre patriotique de 1941–1945 ».
Nisanov et le maire de Moscou, Sergey Sobianin, ont inauguré la ville gastronomique, le premier agrocluster du pays et le plus grand magasin d'alimentation en gros et au détail d'une superficie de 85 hectares, à l'automne 2014. Nisanov est co-investisseur dans le projet.
Nisanov a été élu vice-président du Congrès juif mondial, sélectionné par des communautés de 115 pays, en septembre 2014.
Nisanov et Sobianin ont inauguré le nouveau terminal de bus international Portes Sud, au 19e kilomètre de la route circulaire de Moscou, au printemps 2015. Nisanov est un co-investisseur.

## Vie privée
Nisanov est marié, père de trois enfants et vit à Moscou.
Nisanov est un plongeur amateur et un éleveur de chevaux. Il parle six langues étrangères

## Prix
- Ordre de l'amitié (pour sa contribution à la mise en œuvre de projets économiques et à la collecte de fonds d'investissement pour l'économie de la fédération de Russie en 2014)
- Prix de direction (2014)[8]
- Prix des communautés juives russes Violon sur le toit (2015)[9]
- Médaille commémorative «70e anniversaire de la victoire dans la Grande Guerre patriotique de 1941-1945» (pour la participation active à l'éducation patriotique citoyenne et le soutien socio-économique des anciens combattants de la Grande Guerre patriotique, 2015)
- Ordres de mérite de 3e classe pour le service à l'ordre de la Patrie (Azerbaïdjanais: Vətənə xidmətə görə) (pour le mérite dans le développement de la diaspora azerbaïdjanaise en Russie, 2016)[10]